# أوزغه براق
أوزغيه براق (بالتركية: Özge Borak)‏ (ولدت بتاريخ 14 فبراير 1982) ممثلة تركية.

## نشأتها
كان لنشأتها وسط عائلة فنية أثر كبير في دخولها عالم الفن فوالدها هو سلجوق براق أحد أشهر مصممي الرقصات في معهد إسطنبول للأوبرا والباليه كمان أن والدتها وشقيقها من أشهر راقصي البالية بتركيا، حصلت أوزغه على مؤهل مسرحي من جامعة ديفليت كونسيرفاتوري في إسطنبول ثم التحقت بقسم التمثيل التابع لمدرسة تياترولاري الشهيرة، حيث كانت موهبتها الفنية واضحة للجميع، وكان من أهم اعمالها التي عرفها بها الجمهور دور ألِف (رفيف) في مسلسل «سنوات الضياع».

## وصلات خارجية
- أوزغه براق على موقع IMDb (الإنجليزية)
- أوزغه براق على موقع ألو سيني (الفرنسية)
- أوزغه براق على موقع قاعدة بيانات الفيلم (الإنجليزية)
- أوزغه براق على موقع كينوبويسك (الروسية)